# Hugh Howey
Hugh C. Howey (* 23. června 1975 Charlotte, Severní Karolína) je americký romanopisec a spisovatel sci-fi. Je znám pro svou knižní sérii Silo, jež se skládá ze samovydaných povídek službou Kindle Direct Publishing. Předtím, než začal psát povídky a knihy, pracoval jako kapitán jachty, pokrývač a zvukový technik.

## Osobní život
V polovině roku 2015 se Howey přestěhoval z Floridy do vesnice St Francis Bay, která se nachází ve Východním Kapsku v Jihoafrické republice. Tam se rozhodl pro výstavbu katamaránu, na němž plánuje žít, plavit se po mořích a nadále psát knihy.

## Silo
V roce 2011 začal psát povídku s názvem Wool. Jeho první knihu zpočátku vydával malotiskem, avšak poté se rozhodl pro samovydání a to službou Kindle Direct Publishing společnosti Amazon.com. Jelikož kniha začala být více populární, rozhodl se napsat další pokračování. Roku 2012 začal Howey vyjednávat o mezinárodních právech na knihu.
V roce 2012 Howey podepsal dohodu s vydavatelstvím Simon & Schuster, díky které si zarezervoval distribuce knihy v USA a Kanadě. Dohoda mu dovolovala pokračovat v prodeji knihy výlučně online. Howley tedy odmítl milionovou nabídku za šestimístnou a zachoval si práva na e-knihy, přičemž vydavatelství prodal práva jen na knihy papírové.
Také podepsal smlouvu s vydavatelstvím Random House Century UK pro distribuci sérií Wool a Sand na území Spojeného království.
Filmová práva na sérii byla prodána studiu 20th Century Fox. O sérii však projevilo zájem také Lionsgate. Výkonná producentka LaToya Morgan plánuje pro televizní stanici AMC vytvořit nový seriál, který by se měl zaměřit na první knihu s názvem Wool.

## Vybrané bibliografie

### Novely
- Half Way Home – 1. května 2010
- The Hurricane – 9. května 2011
- I, Zombie – 15. srpna 2012
- The Walk Up Nameless Ridge – 13. září 2012
- The Shell Collector – 14. prosince 2014

### Knižní série

#### Knižní sérieSilo
- Silo – červen 2014 (Wool Omnibus – 25. ledna 2012)
- Turnus – prosinec 2015 (Shift – 28. ledna 2013)
- Prach – prosinec 2016 (Dust – 17. srpna 2013)

#### Knižní sérieWool
- Wool – 30. července 2011
- Wool: Proper Gauge – 30. listopadu 2011
- Wool: Casting Off – 4. prosince 2011
- Wool: The Unraveling – 25. prosince 2011
- Wool: The Stranded – 14. ledna 2012

#### Knižní sérieShift
- First Shift: Legacy – 14. dubna 2012
- Second Shift: Order – 20. listopadu 2012
- Third Shift: Pact – 28. ledna 2013

#### Knižní sérieSand
- The Belt of the Buried Gods – 15. prosince 2013
- Out of No Man's Land – 19. prosince 2013
- Return to Danvar – 26. prosince 2013
- Thunder Due East – 27. prosince 2013
- A Rap Upon Heaven's Gate – 5. ledna 2014

#### Knižní sérieBeacon 23
- Beacon 23: Part One: Little Noises – 8. června 2015
- Beacon 23: Part Two: Pet Rocks – 5. července 2015
- Beacon 23: Part Three: Bounty – 19. července 2015
- Beacon 23: Part Four: Company – 26. července 2015
- Beacon 23: Part Five: Visitor – 8. srpna 2015

#### Knižní sérieThe Bern Saga
- Molly Fyde and the Parsona Rescue – 22. srpna 2009
- Molly Fyde and the Land of Light – 1. ledna 2010
- Molly Fyde and the Blood of Billions – 1. června 2010
- Molly Fyde and the Fight for Peace – 27. října 2010
- Molly Fyde and the Darkness Deep – zatím nevydáno

#### Knižní sérieWayfinding
- Wayfinding Part 1: Rats and Rafts – 27. června 2015
- Wayfinding Part 2: Hell and Heaven – 2. července 2015
- Wayfinding - Food and Fitness – 3. července 2015
- Wayfinding Part 3: Hot & Cold – 5. července 2015
- Wayfinding Part 4: Old World & New – 12. července 2015
- Wayfinding Part 5: Consciousness and Subconsciousness – 27. července 2015
- Wayfinding Part 6: Highs and Lows – 27. srpna 2015

### Povídky
- The Plagiarist – 24. února 2011
- The Walk Up Nameless Ridge – 4. září 2012
- Promises of London – 26. května 2014
- Glitch – 16. června 2014
- Second Suicide – 17. července 2014
- The Box – 22. května 2015
- Machine Learning – 3. října 2017

### Dětské knihy
- Misty: The Proud Cloud – 18. listopadu 2014 (ilustrátorka Nidhi Chanani)[14]